# Sugar (canção de Robin Schulz)
Sugar é uma canção do DJ e produtor alemão Robin Schulz, com vocais do artista canadense Francesco Yates. A canção foi lançada na Alemanha em 17 de julho de 2015, e tem amostras do single "Suga Suga" de Baby Bash, de 2003.

## Desempenho nas paradas
| Parada (2015)                                     | Melhor posição |
| ------------------------------------------------- | -------------- |
| Austrália (ARIA)                                  | 3              |
| Áustria (Ö3 Austria Top 75)                       | 1              |
| Bélgica (Ultratop 50 de Flandres)                 | 10             |
| Bélgica (Ultratop 50 da Valônia)                  | 3              |
| Canadá (Canadian Hot 100)                         | 42             |
| ERRO: DEVE FORNECER ano PARA PARADA checa         | 3              |
| República Checa (Singles Digitál Top 100)         | 1              |
| Dinamarca (Hitlisten)                             | 22             |
| Finlândia (Suomen virallinen lista)               | 11             |
| França (SNEP)                                     | 2              |
| O campo songid é OBRIGATÓRIO PARA PARADA ALEMÃ    | 1              |
| Hungria (Dance Top 40)                            | 2              |
| Hungria (Rádiós Top 40)                           | 13             |
| Hungria (Single Top 40)                           | 2              |
| Irlanda (IRMA)                                    | 16             |
| Itália (FIMI)                                     | 3              |
| Países Baixos (Dutch Top 40)                      | 7              |
| Países Baixos (Single Top 100)                    | 6              |
| Nova Zelândia (Recorded Music NZ)                 | 4              |
| Noruega (VG-lista)                                | 9              |
| Polónia (Polish Airplay Top 100)                  | 4              |
| Polónia (Dance Top 50)                            | 1              |
| Suécia (Sverigetopplistan)                        | 9              |
| Suíça (Schweizer Hitparade)                       | 1              |
| Reino Unido (UK Singles Chart)                    | 68             |
| Estados Unidos (Billboard Dance/Electronic Songs) | 9              |

## Histórico de lançamento
| Região   | Data                | Formato                    | Gravadora                     |
| -------- | ------------------- | -------------------------- | ----------------------------- |
| Alemanha | 17 de julho de 2015 | CD single Descarga digital | Tonspiel (Warner Music Group) |